# Reserva índia Ely Xoixon
La reserva índia Ely Xoixon és una reserva índia dels amerindis Ely Xoixon, tribu reconeguda federalment de Nevada que forma part dels xoixons occidentals. Es troba al costat meridional de la ciutat d'Ely al centre-sud del comtat de White Pine (Nevada). En 2005 tenia una població al voltant de 500, una empresa tèxtil i la seva pròpia cort tribal. La reserva és força petita, ja que només té 104,99 acres (0,4249 km²) i un població resident de 133 persones segons el cens del 2000. Part de la ciutat d'Ely toca el seu territori.